# Haldensleben, Fledermausquartier Bornsche Str. 25
Haldensleben, Fledermausquartier Bornsche Str. 25 este o arie protejată (arie specială de conservare — SAC, sit de importanță comunitară — SCI) din Germania întinsă pe o suprafață de 0,01 ha, integral pe uscat.

## Localizare
Centrul sitului Haldensleben, Fledermausquartier Bornsche Str. 25 este situat la coordonatele 52°17′45″N 11°24′46″E / 52.2958°N 11.4128°E.

## Înființare
Situl Haldensleben, Fledermausquartier Bornsche Str. 25 a fost declarat sit de importanță comunitară în martie 2004 pentru a proteja 1 specie de animale. Situl a fost protejat și ca arie specială de conservare în aprilie 2017.

## Biodiversitate
Situată în ecoregiunea continentală, aria protejată nu include niciun habitat protejat.
La baza desemnării sitului se află o specie protejată de  mamifere: liliac comun (Myotis myotis)
Pe lângă speciile protejate, pe teritoriul sitului au mai fost identificate 1 specie de mamifere.